# Sustantivos femeninos que empiezan por a- o ha- tónicas
En idioma español, los sustantivos que comienzan con a tónica o ha tónica y tienen género femenino modifican el artículo la, que en principio les correspondería, por el:
Ejemplos: el hada madrina, el agua clara, el águila herida, el hacha ensangrentada, el acta conciliatoria, etc.
Las demás palabras anteriores a estos sustantivos, es decir, las que no son artículos, no tienen por qué modificar su género. Por este motivo, no es normativo decir este águila en vez de esta águila, ni todo el agua en vez de toda el agua, aunque ambas construcciones se dan en habla coloquial. Por otro lado nadie dice pesado hacha en vez de pesada hacha, o frío agua en vez de fría agua, etc.
Tampoco se cambia por esta regla el artículo en el plural: las aguas, las armas.
Con un/una, se consideran normativamente aceptables las dos cosas, es decir se puede decir una arma y un arma, ya que se pueden considerar tanto artículos como adjetivos cuantificadores. Es común hacer lo mismo con algún, ningún, etc.
No todas las palabras de este grupo modifican el artículo. Los nombres propios de lugares concretos no varían el artículo; por ejemplo, La Haya,  pero el África Negra; tampoco los nombres de letras: la hache, la a.
Tampoco los sustantivos que sirven para designar ambos sexos modifican el artículo: la árabe, la ácrata o la árbitra.